# صفر (ماه)

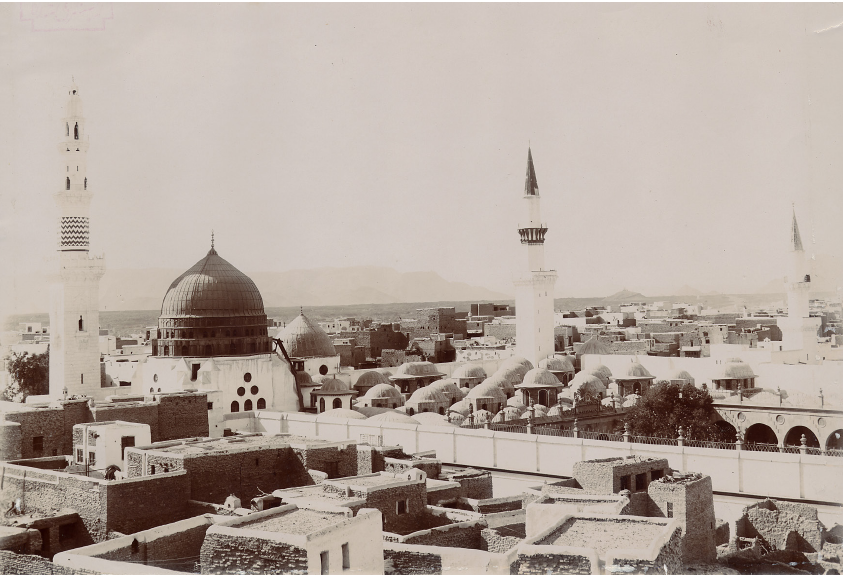
مدینه

صَفَر ( یاصفرالخیر) یا صفرالمظفر (به عربی: صَفَر) دومین ماه قمری پس از محرم است. در دوران جاهلیت آن را ناجِر می‌نامیدند.
صفر از ریشه «صفر» به معنی تهی و خالی است. دلیل نامگذاری آن این است که چون این ماه پس از ماه محرم است و مردم دوران جاهلیت در ماه محرم - به دلیل اینکه از ماه‌های حرام بود- از جنگ دست می‌کشیدند، با فرارسیدن ماه صفر به جنگ روی می‌آوردند و خانه‌ها خالی می‌ماند؛ از این رو به آن صفر گفته‌اند.

## رویدادها
- ۱ - آغاز جنگ صفّین، مطابق نقل مورّخان در سال ۳۷ هجری است. همچنین در این روز در سال ۶۱ هجری (بنا بر روایتی) سَر بریده‌شدهٔ حسین بن علی را همراه کاروان بازماندگان واقعهٔ کربلا وارد شهر شام کردند.
- ۲ - روز کشته‌شدن زید بن علی پس از قیام بر ضدّ بنی امیّه در سال ۱۲۰ هجری است؛ وی به هنگام مرگ ۴۲ سال داشت.
- ۷ - بنا بر نقل شیخ مفید و کفعمی، روز کشته‌شدن حسن بن علی است. همچنین طبق روایتی زادروز موسی کاظم در سال ۱۲۸، در این روز در منطقه «ابواء» (محلّی میان مکّه و مدینه) واقع شده‌است.
- ۲۰ - روز اربعین چهلمین روز کشته‌شدن حسین بن علی و لشکری۲۸ - در چنین روزی، در سال یازدهم هجری، محمد (پیامبر مسلمانان) درگذشت. همه مورّخان اتّفاق دارند که روز رحلت محمد، روز دوشنبه بود و ایشان به هنگام مرگ شصت و سه سال داشت. همچنین بنا بر نقل جمعی از علما و مورّخان، روز بیست و هشتم صفر سال ۵۰ هجری، روز کشته‌شدن امام حسن مجتبی است و این روایت بیشتر در میان شیعیان مشهور است تا روایت هفتم ماه صفر.
- روز آخر ماه صفر: بنا بر قول شیخ طبرسی و ابن اثیر آخر ماه صفر سال ۲۰۳ هجری، روز کشته‌شدن علی بن موسی الرضا است که در سنّ پنجاه و پنج سالگی، توسّط مأمون عبّاسی مسموم شد.